# Белведере Маритимо
Белведере Маритимо (итал. Belvedere Marittimo) је насеље у Италији у округу Козенца, региону Калабрија.
Према процени из 2011. у насељу је живело 6182 становника. Насеље се налази на надморској висини од 32 м.

## Становништво
| 1931. | 1936. | 1951. | 1961. | 1971. | 1981. | 1991. | 2001. | 2011. |
| ----- | ----- | ----- | ----- | ----- | ----- | ----- | ----- | ----- |
| 7.542 | 7.859 | 9.032 | 8.829 | 8.339 | 8.821 | 8.914 | 8.881 | 9.120 |